# 深津尚子
深津 尚子（ふかつ なおこ、1944年12月23日 - ）は、日本の元卓球選手。段級位は9段。

## 経歴
愛知県額田郡岩津町（現・岡崎市宮石町）出身。生家は紡績業を営んでいた。7人きょうだいの末っ子。岡崎市立奥殿小学校、岡崎市立香山中学校（現・岡崎市立新香山中学校）、桜丘高等学校卒業。1963年、慶應義塾大学文学部社会学科に進学。
1965年4月、ユーゴスラビアのリュブリャナで開催された第28回世界卓球選手権大会に日本代表として参加。団体戦では男女とも中国に敗れるが、深津は女子シングルスで決勝まで進出し、中国の林慧卿と対戦した。
深津はフルセットの大接戦の末に優勝、世界チャンピオンとなった。なお、このとき銅メダルを獲得したのは、1967年の第29回世界選手権で団体・混合複優勝した山中教子である。
1967年、日本スポーツ賞を受賞した。
現役引退後は結婚して徳永姓となり、香川県高松市で1946年創業の料亭(二蝶)の女将を長く務めていた。
2016年7月1日、岡崎市より市民栄誉賞が授与された。

## 成績
- 1962年 - 全国高等学校卓球選手権大会 シングルス優勝
- 1964年 - 全日本学生卓球選手権大会シングルス優勝、アジア卓球選手権（ソウル）ダブルス優勝、混合ダブルス優勝、団体優勝
- 1965年 - 世界卓球選手権（リュブリャナ）シングルス優勝、ダブルスベスト16、混合ダブルスベスト4
- 1966年 - 第6回アジア競技大会（バンコク）シングルス優勝、ダブルス優勝、混合ダブルス優勝、団体優勝
- 1967年 - 世界卓球選手権（ストックホルム）シングルス2位、ダブルス2位、混合ダブルス2位

## ギャラリー

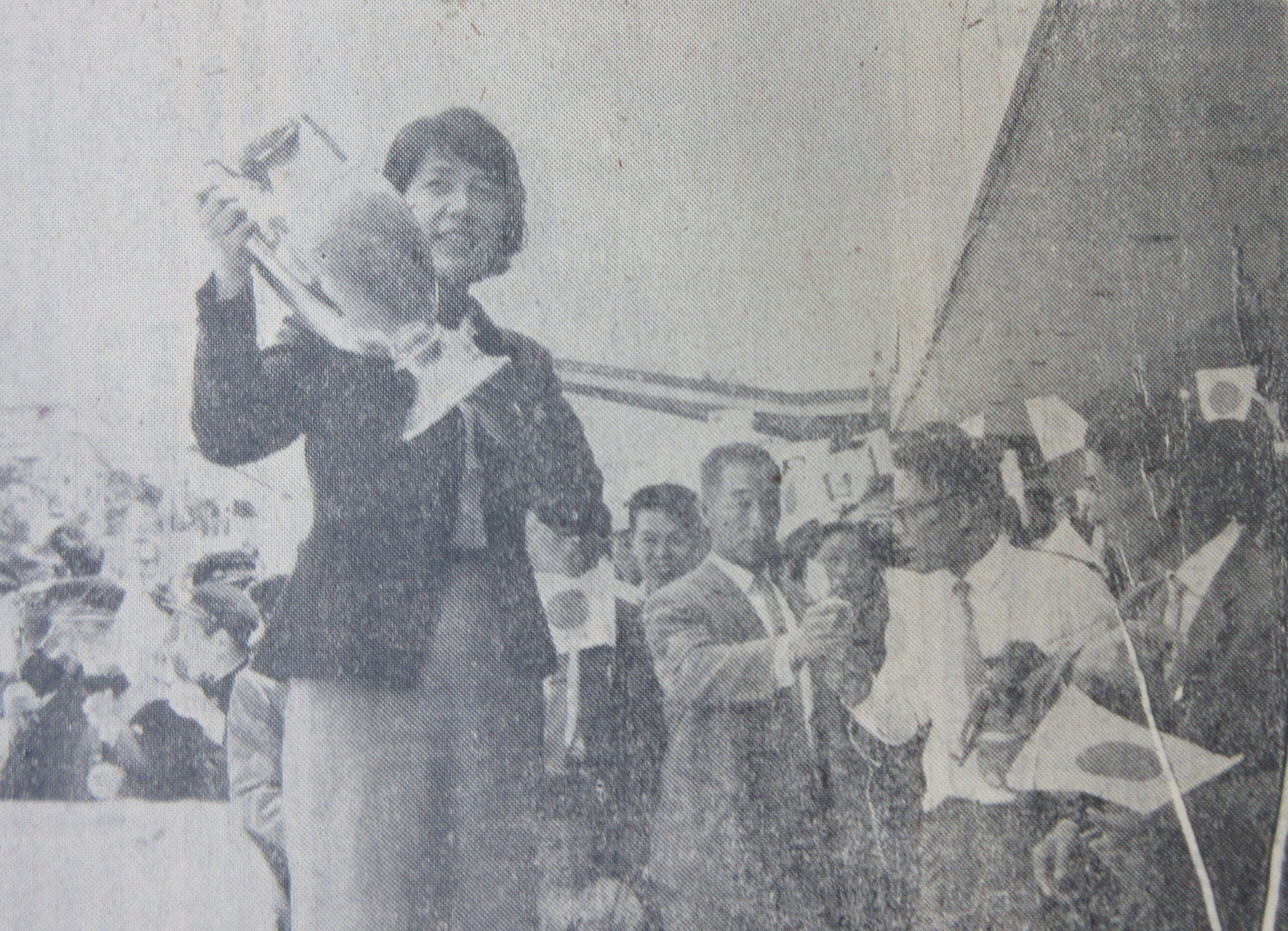
世界卓球選手権大会女子シングルス優勝直後の1965年5月22日、名鉄東岡崎駅前にて[6]。
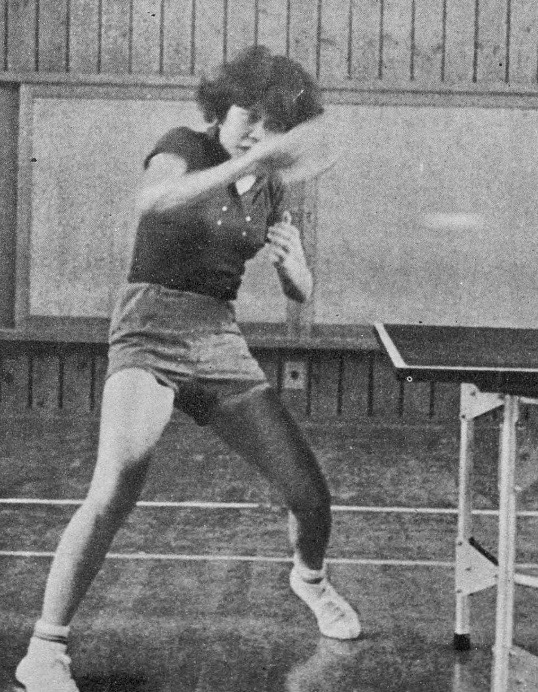
バック側からストレートにスマッシュする深津
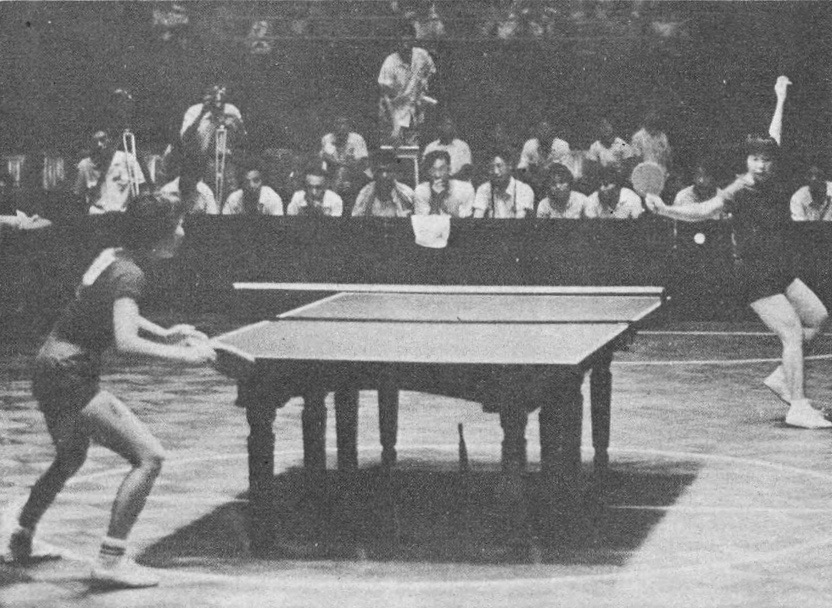
深津と林慧卿の対戦